# USTA Challenger of Oklahoma 2011
Lo USTA Challenger of Oklahoma 2011 è stato un torneo professionistico di tennis che si è disputato su campi in cemento. È stata la 3ª edizione del torneo che appartiene alla categoria ATP Challenger Tour nell'ambito dell'ATP Challenger Tour 2011. Gli incontri si sono svolti a Tulsa, negli USA, dal 12 al 18 settembre 2011.

## Partecipanti

### Teste di serie
| Nazionalità     | Giocatore              | Ranking* | Testa di serie |
| --------------- | ---------------------- | -------- | -------------- |
| Stati Uniti     | Sam Querrey            | 87       | 1              |
| Stati Uniti     | Michael Russell        | 96       | 2              |
| Stati Uniti     | Bobby Reynolds         | 118      | 3              |
| Stati Uniti     | Wayne Odesnik          | 142      | 4              |
| Rep. Dominicana | Víctor Estrella Burgos | 214      | 5              |
| Stati Uniti     | Rajeev Ram             | 226      | 6              |
| Stati Uniti     | Tim Smyczek            | 234      | 7              |
| Stati Uniti     | Alex Kuznetsov         | 242      | 8              |

* Ranking al 29 agosto 2011.

### Altri partecipanti
Giocatori che hanno ricevuto una wild card:
- Jeff Dadamo
- Michael Shabaz
- John-Patrick Smith
- Jack Sock

Giocatori che sono passati dalle qualificazioni:
- Andrei Dăescu
- Michael McClune
- Costin Pavăl
- Chris Wettengel

## Campioni

### Singolare
Bobby Reynolds ha battuto in finale  Michael McClune con il punteggio di 6–1, 6–3

### Doppio
David Martin /  Bobby Reynolds hanno battuto in finale  Sam Querrey /  Chris Wettengel, 6–4, 6–2